# Don Juan Matus
Don Juan Matus é um personagem da série de livros sobre o nagualismo criada pelo antropólogo peruano Carlos Castaneda (1925–1998). É um índio Yaqui de Sonora, mestre de Carlos Castaneda. Don Juan ficou conhecido devido aos livros de Castaneda, que aprendeu, de Don Juan, a sua proposta cognitiva conhecida por "nagualismo". Don Juan foi um nagual, o líder de um grupo de xamãs do México em busca do que chamavam Liberdade Total. Ao transmitir seu conhecimento para Carlos Castaneda, Don Juan sabia que ele seria o último elo de uma linhagem de dezenas de gerações, e exigiu, de seu aprendiz, que fechasse a porta com 'chave de ouro'. Comprometido e sem poder perpetuar a linhagem de Don Juan, Castaneda trouxe, a público, todo o conhecimento secreto daqueles bruxos, que, até então, viviam em relativo isolamento no México.
Dentre alguns dos conhecimentos, estão as práticas de Tensegridade e as práticas de Ensonho. De acordo com Castaneda, Don Juan nasceu possivelmente em 1891, tendo, ainda de acordo com Castaneda, alcançado a Liberdade Total no ano de 1974, conforme relatado no livro Porta Para o Infinito (1975).